# Toomas Heikkinen
Toomas "Topi" Heikkinen (Joensuu, Finlandia, 27 de marzo de 1996) es un piloto de rallycross y de carreras sobre hielo finlandés que participa actualmente en el Campeonato Mundial de Rallycross de la FIA.
Él ganó el campeonato finlandés del Rallycross en 2010 y el Global RallyCross Championship en 2013. Heikkinen compite actualmente en la categoría del Supercar del Campeonato Mundial de Rallycross de la FIA, conduciendo para el equipo EKS RX.
Heikkinen comenzó su carrera corriendo en karting, más tarde pasó a correr en monoplazas. Él cambió a rallycross en 2010.

## Palmarés

### Resultados en el Campeonato de Europa de Rallycross

#### Division 1
| Año  | Equipo                | Auto     | 1   | 2   | 3   | 4   | 5   | 6      | 7   | 8   | 9     | 10     | ERX  | Pts |
| ---- | --------------------- | -------- | --- | --- | --- | --- | --- | ------ | --- | --- | ----- | ------ | ---- | --- |
| 2010 | Per Eklund Motorsport | Saab 9-3 | POR | FRA | GBR | HUN | SWE | FIN 13 | BEL | GER | POL 9 | CZE 11 | 19.º | 18  |

#### Supercar
| Año  | Equipo                | Auto        | 1     | 2       | 3     | 4     | 5     | 6     | 7     | 8      | 9     | 10     | ERX  | Pts |
| ---- | --------------------- | ----------- | ----- | ------- | ----- | ----- | ----- | ----- | ----- | ------ | ----- | ------ | ---- | --- |
| 2011 | Per Eklund Motorsport | Saab 9-3    | GBR 6 | POR Ret | FRA 8 | NOR 5 | SWE 3 | BEL 7 | NED 7 | AUT 10 | POL 4 | CZE 14 | 6.º  | 87  |
| 2013 | Olsbergs MSE          | Ford Fiesta | GBR   | POR     | HUN   | FIN 7 | NOR   | SWE   | FRA   | AUT    | GER   |        | 18.º | 18  |

### Resultados en el Global RallyCross Championship

#### Supercar
| Año  | Equipo                | Auto            | 1      | 2      | 3      | 4     | 5     | 6     | 7     | 8     | 9    | 10 | GRC  | Pts |
| ---- | --------------------- | --------------- | ------ | ------ | ------ | ----- | ----- | ----- | ----- | ----- | ---- | -- | ---- | --- |
| 2012 | Bluebeam Olsbergs MSE | Ford Fiesta ST  | CHA 10 | TEX 18 | LA     | NH    | LV 4  | LVC 5 |       |       |      |    | 14.º | 33  |
| 2013 | Bluebeam Olsbergs MSE | Ford Fiesta ST  | BRA 2  | MUN1 3 | MUN2 1 | LOU 1 | BRI 1 | IRW 1 | ATL 1 | CHA 3 | LV 4 |    | 1.º  | 169 |
| 2014 | Marklund Motorsport   | Volkswagen Polo | BAR    | AUS 16 | DC     | NY    | CHA   | DAY   | LA1   | LA2   | SEA  | LV | NC   | 0   |

### Resultados en el Campeonato Mundial de Rallycross

#### Supercar
| Año  | Equipo                  | Auto            | 1     | 2      | 3      | 4      | 5      | 6      | 7      | 8      | 9      | 10    | 11     | 12     | 13    | WRX  | Pts |
| ---- | ----------------------- | --------------- | ----- | ------ | ------ | ------ | ------ | ------ | ------ | ------ | ------ | ----- | ------ | ------ | ----- | ---- | --- |
| 2014 | Marklund Motorsport     | Volkswagen Polo | POR 4 | GBR 4  | NOR 7  | FIN 7  | SWE 8  | BEL 1  | CAN 5  | FRA 10 | GER 5  | ITA 8 | TUR 3  | ARG 5  |       | 2.º  | 221 |
| 2015 | Marklund Motorsport     | Volkswagen Polo | POR 8 | HOC 4  | BEL 1  | GBR 15 | GER 13 | SWE 4  | CAN 2  | NOR 19 | FRA 7  | BAR 8 | TUR 14 | ITA 13 | ARG 9 | 9.º  | 137 |
| 2016 | EKS RX                  | Audi S1         | POR 3 | HOC 2  | BEL 16 | GBR 11 | NOR 9  | SWE 9  | CAN 4  | FRA 15 | BAR 9  | LAT 9 | GER 9  | ARG 3  |       | 7.º  | 150 |
| 2017 | EKS RX                  | Audi S1         | BAR 8 | POR 12 | HOC 6  | BEL 9  | GBR 12 | NOR 11 | SWE 14 | CAN 5  | FRA 11 | LAT 8 | GER 3  | RSA 11 |       | 7.º  | 125 |
| 2018 | MJP Racing Team Austria | Ford Fiesta     | BAR   | POR    | BEL    | GBR    | NOR    | SWE    | CAN    | FRA 14 | LAT 15 | USA   | GER    | RSA    |       | 20.º | 5   |

* Temporada en curso.